# Roy Makaay
Roy Rudolphus Anton Makaay (ur. 9 marca 1975 w Wijchen) – holenderski piłkarz, grający na pozycji napastnika.

## Kariera klubowa
Makaay w młodzieńczych latach był zawodnikiem amatorskich klubów: Woezik (Wijchen) oraz Diosa (Grave) i Blauw Wit Heesch. Po raz pierwszy usłyszano o nim w połowie lat 90. jako o zawodniku klubu Eredivisie, Vitesse Arnhem. W Vitesse grał od 1993 roku do 1997. W Eredivisie (w której rozegrał 109 meczów i strzelił łącznie 42 gole – wszystko dla jednego klubu Vitesse), zadebiutował 4 września 1993 roku podczas wygranego przez Vitesse 2:0 meczu z MVV Maastricht – Makaay wszedł wówczas na boisko w 89. minucie.
W 1997 roku przeszedł do zespołu Primera División – CD Tenerife. Tam na Teneryfie szło mu na tyle dobrze, że po 2 sezonach przeszedł do czołowego klubu hiszpańskiego, Deportivo La Coruña. Został czołowym strzelcem całej ligi hiszpańskiej. Jego dorobki w kolejnych sezonach to: 22 gole w 36 meczach (1999–2000), 16 goli w 29 meczach (2000–2001), 12 goli w 30 meczach (2001–2002) i wreszcie 29 goli w 38 meczach (2002–2003), co spowodowało, że Makaay wygrał klasyfikację Złotego Buta dla najlepszego strzelca w Europie. Ten fakt sprawił również, że Makaayem zainteresował się Bayern Monachium i w lecie 2003 za 18,75 miliona euro Makaay odszedł do Niemiec. A dodać można, że na początku sezonu 2003–2004 to właśnie Makaay sprawił, że Deportivo wygrało w Monachium z drużyną Bayernu 3–2, gdyż to on zdobył wówczas hat-tricka. W stolicy Bawarii Makaayowi również idzie znakomicie. W 3 sezonach gry (2003–2004, 2004–2005, 2005–2006) zdobył 2-krotnie tytuł mistrza Niemiec (2005, 2006). W 4 sezonach Bundesligi zdobył 78 goli (23, 22, 17, 16), co jest dorobkiem niemalże godnym legendy Gerda Müllera.
Dnia 7 marca 2007 w meczu z Realem Madryt strzelił najszybszą bramkę w historii Ligi Mistrzów, pokonując bramkarza Realu Madryt w 10,2 s meczu.
Latem 2007 Makaay podpisał kontrakt z Feyenoordem, który zapłacił za niego 5 milionów euro. 6 maja 2010 roku rewanżowym meczem finału Pucharu Holandii piłkarz zakończył swoją długoletnią przygodę z zawodowym futbolem.

## Kariera reprezentacyjna
W reprezentacji Holandii wiodło mu się gorzej niż w zespołach klubowych. Zadebiutował w niej 5 października 1996 roku w wygranym 3:1 meczu z reprezentacją Walii. Stosunkowo mało występów w reprezentacji związane było z tym, że w ataku ciągle grały takie tuzy jak Dennis Bergkamp, Patrick Kluivert czy Ruud van Nistelrooy. Jednak Makaay zdołał zagrać już na 2 wielkich imprezach – Euro 2000 oraz Euro 2004. Trener Oranje, Marco van Basten, nie powołał go do kadry na Mundial 2006 w Niemczech.

## Statystyki
| Sezon   | Klub                | Rozgrywki                  | Mecze | Bramki |
| ------- | ------------------- | -------------------------- | ----- | ------ |
| 1993/94 | Vitesse Arnhem      | Eredivisie                 | 10    | 1      |
| 1994/95 | Vitesse Arnhem      | Eredivisie                 | 34    | 11     |
| 1995/96 | Vitesse Arnhem      | Eredivisie                 | 31    | 11     |
| 1996/97 | Vitesse Arnhem      | Eredivisie                 | 34    | 19     |
| 1997/98 | CD Tenerife         | Primera División           | 36    | 7      |
| 1998/99 | CD Tenerife         | Primera División           | 36    | 14     |
| 1999/00 | Deportivo La Coruña | Primera División           | 36    | 22     |
| 2000/01 | Deportivo La Coruña | Primera División           | 29    | 16     |
| 2001/02 | Deportivo La Coruña | Primera División           | 30    | 12     |
| 2002/03 | Deportivo La Coruña | Primera División           | 38    | 29     |
| 2003/04 | Bayern Monachium    | Bundesliga                 | 32    | 23     |
| 2004/05 | Bayern Monachium    | Bundesliga                 | 33    | 22     |
| 2005/06 | Bayern Monachium    | Bundesliga                 | 31    | 17     |
| 2006/07 | Bayern Monachium    | Bundesliga                 | 33    | 16     |
| 2007/08 | Feyenoord           | Eredivisie                 | 28    | 13     |
| 2008/09 | Feyenoord           | Eredivisie                 | 33    | 17     |
| 2009/10 | Feyenoord           | Eredivisie                 | 18    | 3      |
|         |                     | Łącznie w Eredivisie       | 188   | 75     |
|         |                     | Łącznie w Primera División | 205   | 100    |
|         |                     | Łącznie w Bundeslidze      | 129   | 78     |